# Combretum hereroense
Combretum hereroense — листопадный кустарник или небольшое дерево, которое встречается от восточной Африки до севера Южной Африки. На протяжении своего обширного ареала он варьируется в зависимости от формы листьев, размера плодов и волосяного покрова.

## Ареал и среда обитания
Встречается в южной части Сомали, южной Эфиопии, Уганде, Кении, Танзании, Малави, Замбии, Мозамбике, южной Анголе, северной Намибии, Ботсване и северной части Южной Африки. Они являются составной частью сухих открытых зарослей различных типов, включая мопане и вторичные леса гусу. Они регулярно присутствуют на термитниках, на окраинах болот, болот и дамбо, или на берегах рек (в северной Кении). Они встречаются на плоской или каменистой местности и процветают на песчаных или илистых субстратах.

## Биологическое описание

### Внешний вид
Это сильно разветвленный, покрытый листвой кустарник с поникающими или поднимающимися ветвями. Они достигают от 5 до 12 метров в высоту.

### Листья
Говорят, что простые, эллиптические или обратнояйцевидные листья имеют форму мышиных ушей, отсюда и название комбретум с мышиными ушами. Листья сверху голые, снизу бархатистые, держатся на коротких боковых веточках. Они обычно имеют от 3 до 4 пар боковых нервов.

### Цветки
Растения дают шипы с кремово-белыми или желтоватыми цветками в осеннее весеннее время, часто до появления листвы.

### Плод
Рыжевато-коричневые четырехкрылые крылатки в среднем около 2 см в диаметре.

## Использование
Высушенные листья используют для приготовления чая, камедь употребляют в пищу, древесину заготавливают для топлива, а корни используют в народной медицине.

## Галерея

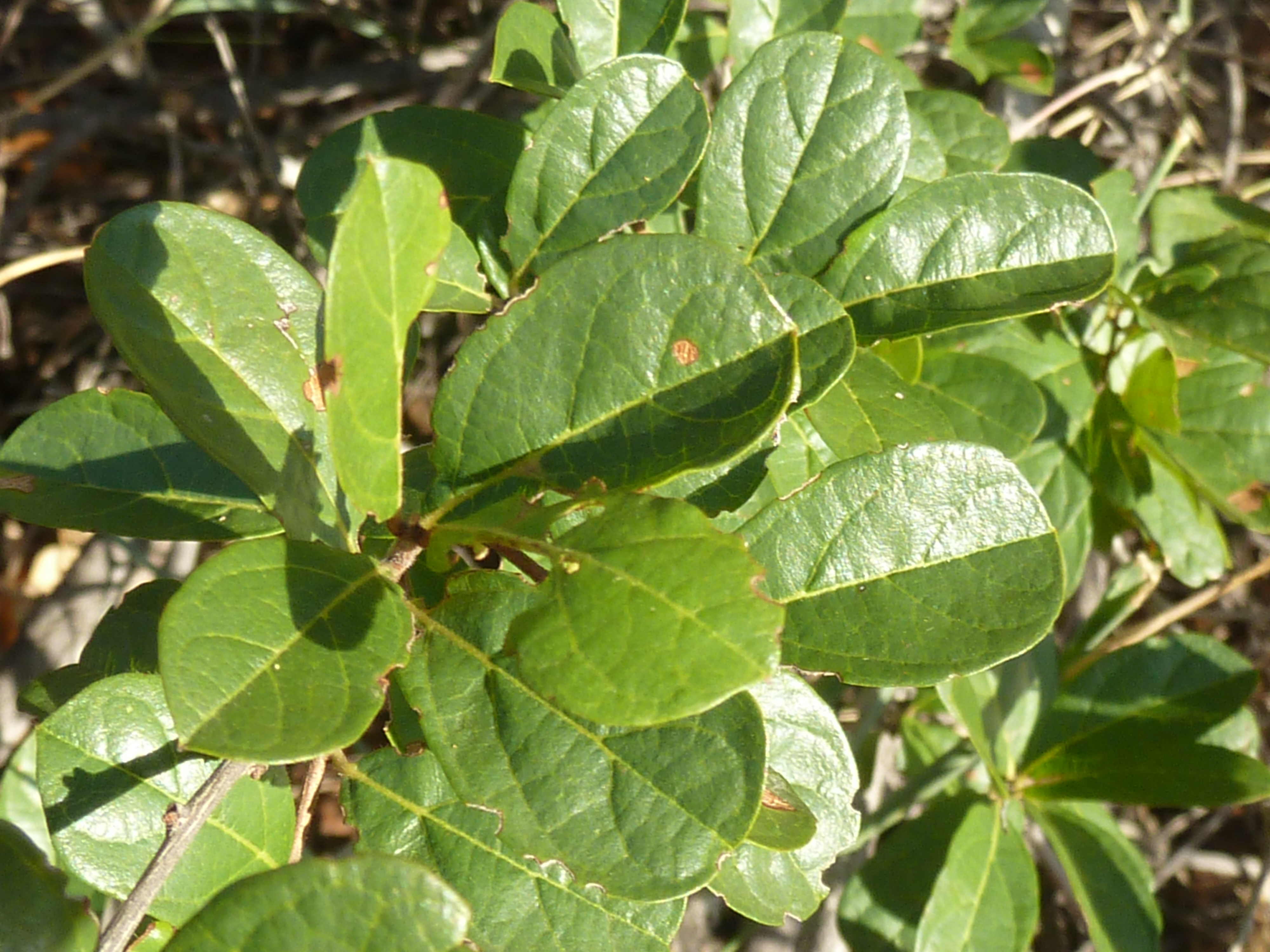
Листва
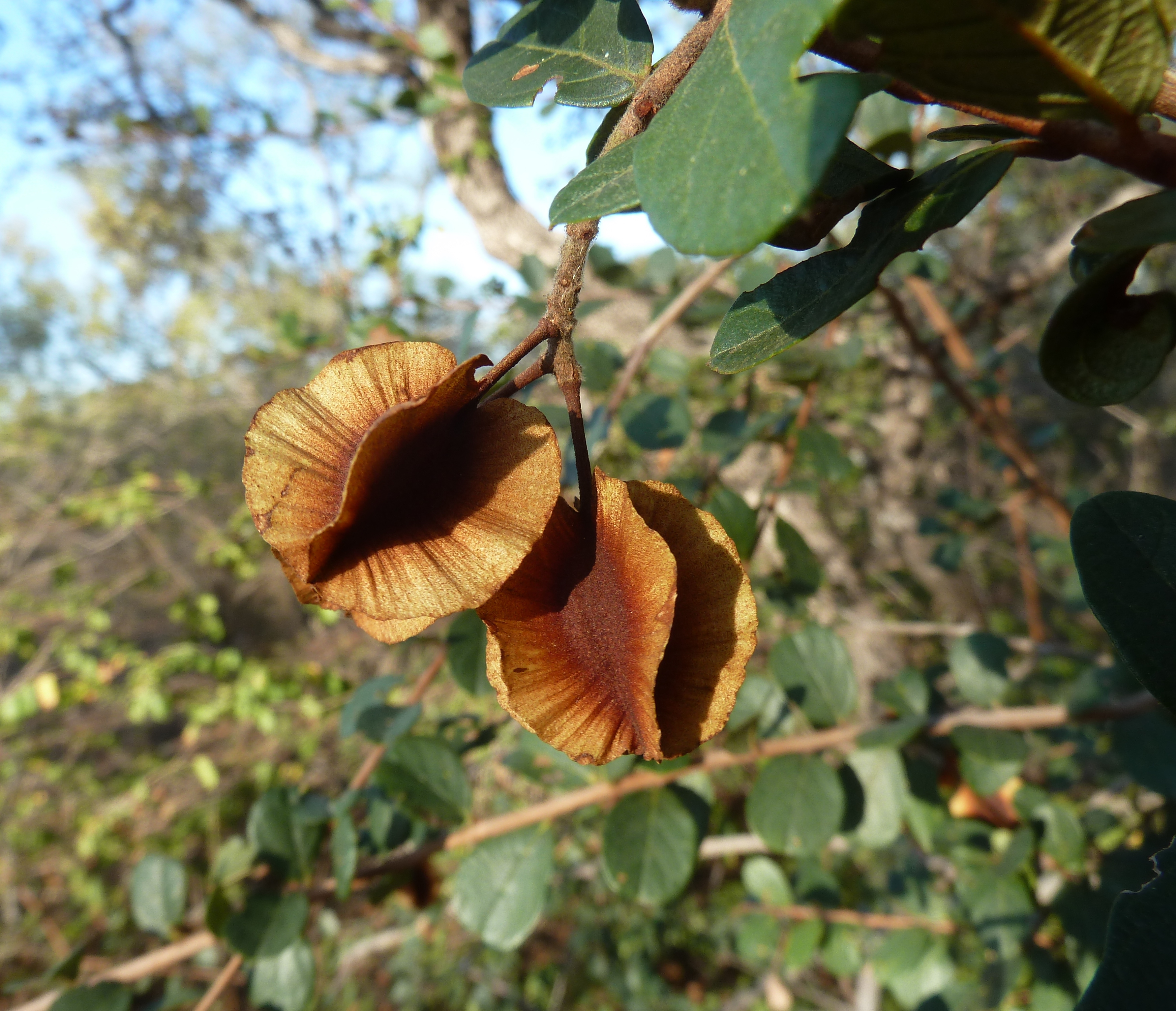
Плод
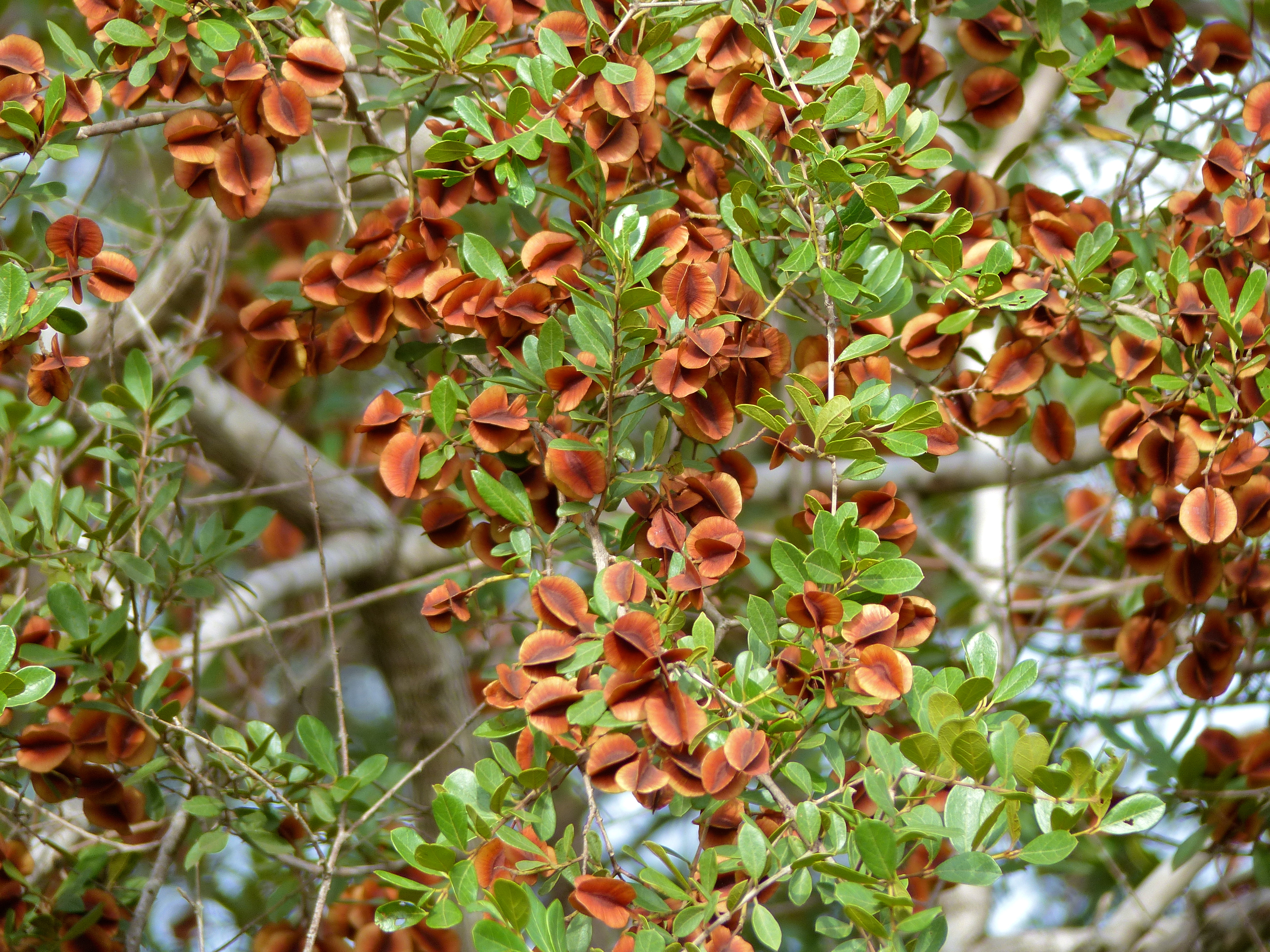
Спреи с фруктами